# Xeu (album)
Pour les articles homonymes, voir XEU.
Albums de Vald
Agartha
(2017) NQNT33
(2018)
Singles
1. Trophée
Sortie : 9 septembre 2017
2. Désaccordé
Sortie : 5 janvier 2018
3. Dragon
Sortie : 2018
4. Gris
Sortie : 2018

XEU est le deuxième album studio du rappeur français Vald après Agartha. Sorti le 2 février 2018, il signe un démarrage sans précédent pour le rappeur en chiffrant 42 908 copies dès la première semaine d'exploitation. Certifié disque d'or dix jours après sa sortie, il ne faudra qu'un mois à XEU pour dépasser cette étape et être certifié disque de platine.
XEU désigne en argot un cachet d'ecstasy. Les principales thématiques de l'album sont l'amour, la gloire et la drogue.
Pour fêter les 1 an de l'album, le 2 février 2019 Vald sort un documentaire retraçant la conception de XEU à Los Angeles, intitulé XEU Le Doc en référence au gimmick XEU Le Deux utilisé au planète rap lors de la semaine de promotion de l'album.

## Écriture et composition
Dans tout l'album, Vald dresse un portrait triste de notre société et affirme que son but, et le but que tout le monde a ou devrait avoir selon lui, est de monter plus haut dans cette société. Sur Deviens génial, il s'adresse directement à son fils.

## Liste des titres
| 1.    | Primitif                        | Ovagroundprod  | 2:57 |
| 2.    | Seum                            | Seezy          | 3:56 |
| 3.    | DQTP                            | Seezy          | 2:53 |
| 4.    | Possédé                         | Seezy          | 3:31 |
| 5.    | Chepakichui                     | Seezy          | 4:03 |
| 6.    | Résidus                         | Ditty Beatz    | 3:32 |
| 7.    | J'entertain                     | Seezy          | 3:50 |
| 8.    | Rituel (feat. Sirius)           | Seezy          | 3:39 |
| 9.    | Désaccordé                      | Seezy          | 3:35 |
| 10.   | Gris                            | Sirius         | 4:11 |
| 11.   | Réflexions basses               | Seezy          | 3:47 |
| 12.   | Offshore (feat. Suikon Blaz AD) | Seezy          | 3:27 |
| 13.   | Ne me déteste pas               | Seezy          | 0:59 |
| 14.   | Rocking chair                   | Seezy          | 3:36 |
| 15.   | Dragon (feat. Sofiane)          | Seezy          | 3:32 |
| 16.   | Deviens génial                  | Seezy & Tchami | 4:21 |
| 17.   | Trophée (Bonus track)           | Seezy          | 2:19 |
| 58:07 |                                 |                |      |

Résidus est retiré des plateformes en 2022 pour faute de droit d'auteurs sur l'instrumental.

## Titres certifiés en France
- Primitif  Or[7].
- Possédé  Or[7]
- Résidus  Or[7]
- Désaccordé  Diamant[7]
- Gris  Or[7]
- Réflexions Basses  Or[7]
- Offshore  Or[7]
- Dragon  Platine[7]
- Deviens génial  Or[7]
- Trophée  Or[7]

## Classements hebdomadaires
| Classements (2018)           | Meilleure position |
| ---------------------------- | ------------------ |
| Belgique (Flandre Ultratop)  | 98                 |
| Belgique (Wallonie Ultratop) | 1                  |
| France (SNEP)                | 1                  |
| Suisse (Schweizer Hitparade) | 4                  |

## Certification
| Région | Certification | Ventes/Streams |
| --- | ------------- | -------------- |
| France (SNEP) | 4 × Platine   | 400 000‡       |
| *Ventes selon la certification ^Mise en rayon selon la certification xNon précisé par la certification ‡ventes/streaming selon la certification |               |                |

Il fait partie des 20 albums les plus vendus de 2017-2018 (classement SNEP)